# Amazilia boucardi
Colibri-dos-mangais ou beija-flor-do-mangue (Amazilia boucardi, também Polyerata boucardi) é uma espécie de ave da família Trochilidae (beija-flores).
Apenas pode ser encontrada na Costa Rica.
Os seus habitats naturais são: florestas de mangal tropiciais ou subtropicais
Está ameaçada por perda de habitat.